# Marclopt
Marclopt est une commune française située dans le département de la Loire en région Auvergne-Rhône-Alpes.

## Géographie
Marclopt est un village au cœur du Forez sur la rive droite (côté est) de la Loire, à 2,7 km au nord-ouest de Montrond-les-Bains et 8,8 km (à vol d'oiseau) au sud de Feurs, avec les monts du Lyonnais à l'est (« les montagnes du matin »). Sa sous-préfecture Montbrison est à 16,8 km (par route) au sud-ouest en rive gauche de la Loire, sa préfecture Saint-Étienne à 31 km (par route) au sud-est.
Son altitude varie de 335 m en bord de Loire, à 363 m à l'est de la commune vers le hameau du Châtelard. Sa superficie est de 843 ha.
Avant la Révolution, 9% de sa superficie était occupée par des étangs et l'on identifiait 22 mares dans le village. La commune (châtellenie royale) était traversée par le chemin de Lestra menant de Feurs à Saint-Étienne. Louis XVI, avait pour projet de désenclaver Saint-Étienne (armes et charbon) en construisant une route, qui est finalement réalisée sous Napoléon Ier. Elle traverse la zone des étangs et permet ainsi d'assainir le territoire de Marclopt.
Actuellement, il subsiste un étang de moins d'un ha. La route impériale est devenue la N82 puis la D1082. C'était l'un des itinéraires de la célèbre "Route bleue" reliant Paris à la côte d'Azur.
|                    | Saint-Laurent-la-Conche |                      |
| Magneux-Haute-Rive | Marclopt                | Saint-Cyr-les-Vignes |
| Chalain-le-Comtal  | Montrond-les-Bains      | Saint-André-le-Puy   |

### Climat
Pour des articles plus généraux, voir Climat d'Auvergne-Rhône-Alpes et Climat de la Loire.
En 2010, le climat de la commune est de type climat océanique altéré, selon une étude du Centre national de la recherche scientifique s'appuyant sur une série de données couvrant la période 1971-2000. En 2020, Météo-France publie une typologie des climats de la France métropolitaine dans laquelle la commune est exposée à un climat de montagne ou de marges de montagne et est dans la région climatique Nord-est du Massif Central, caractérisée par une pluviométrie annuelle de 800 à 1 200 mm, bien répartie dans l’année.
Pour la période 1971-2000, la température annuelle moyenne est de 10,9 °C, avec une amplitude thermique annuelle de 17 °C. Le cumul annuel moyen de précipitations est de 624 mm, avec 8 jours de précipitations en janvier et 6,5 jours en juillet. Pour la période 1991-2020, la température moyenne annuelle observée sur la station météorologique de Météo-France la plus proche, « Feurs », sur la commune de Feurs à 9 km à vol d'oiseau, est de 12,1 °C et le cumul annuel moyen de précipitations est de 650,3 mm,. Pour l'avenir, les paramètres climatiques de la commune estimés pour 2050 selon différents scénarios d'émission de gaz à effet de serre sont consultables sur un site dédié publié par Météo-France en novembre 2022.

## Urbanisme

### Typologie
Au 1er janvier 2024, Marclopt est catégorisée commune rurale à habitat dispersé, selon la nouvelle grille communale de densité à sept niveaux définie par l'Insee en 2022.
Elle est située hors unité urbaine. Par ailleurs la commune fait partie de l'aire d'attraction de Saint-Étienne, dont elle est une commune de la couronne,. Cette aire, qui regroupe 105 communes, est catégorisée dans les aires de 200 000 à moins de 700 000 habitants,.

### Occupation des sols
L'occupation des sols de la commune, telle qu'elle ressort de la base de données européenne d’occupation biophysique des sols Corine Land Cover (CLC), est marquée par l'importance des territoires agricoles (83,5 % en 2018), en diminution par rapport à 1990 (90,3 %). La répartition détaillée en 2018 est la suivante : prairies (46,7 %), terres arables (30,9 %), eaux continentales (10,3 %), zones urbanisées (6,3 %), zones agricoles hétérogènes (5,9 %). L'évolution de l’occupation des sols de la commune et de ses infrastructures peut être observée sur les différentes représentations cartographiques du territoire : la carte de Cassini (XVIIIe siècle), la carte d'état-major (1820-1866) et les cartes ou photos aériennes de l'IGN pour la période actuelle (1950 à aujourd'hui).

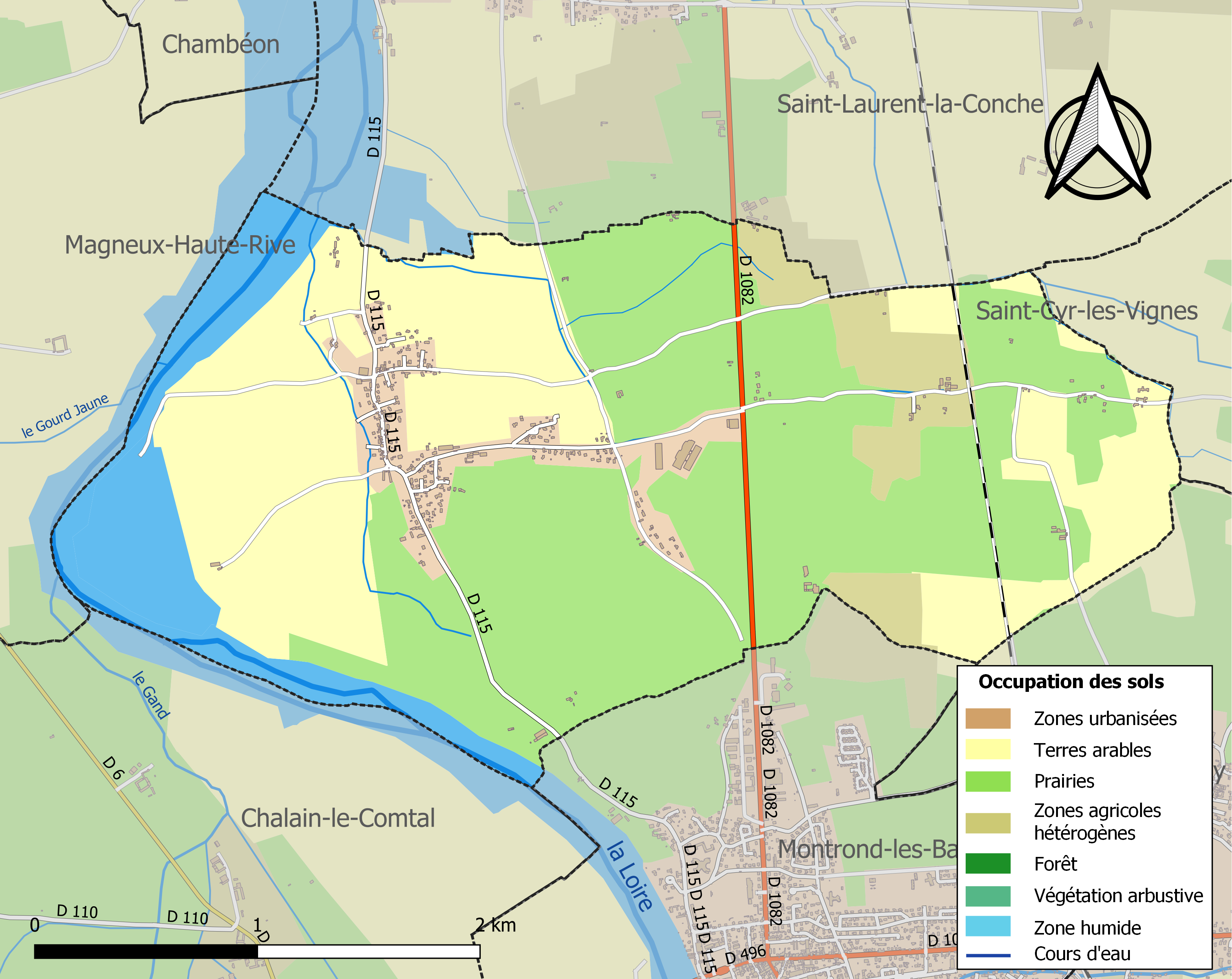
Carte des infrastructures et de l'occupation des sols de la commune en 2018 (CLC).

## Toponymie
Suivant les auteurs et les documents issus des archives municipales, départementales, de l'évêché et surtout de la DIANA, le nom de Marclopt s'orthographie ainsi :
- Marcloto, Marcloco, Marclot, Marcloc, Marclop, Merclop, Marcloup,Marclopeio, Marclopeium.

Plusieurs interprétations sur l'origine du nom. Voici les plus plausibles :
- Dans l'Histoire des comtes du Forez, Jean-Marie de la Mure, Marclopt serait le nom d'un homme : Marcus Claudius (en latin Marcpeium de Marcus Claudius Pupienus). Il s'agirait d'un général romain ayant cantonné à Feurs ou dans les environs. Les historiens ne retrouvant pas le nom de ce général, pensent qu'il s'agissait plutôt du nom d'un propriétaire romain.
- Pour Jean-Marie Cassagne et Mariola Korsak[18], le terme "Malu" renvoie à mauvais, et "clot" en occitan signifierait 'dépression", "mare". Marclopt serait donc : « mauvaises mares ».

## Histoire

### Les premiers signes d'occupation humaine
La découverte des premiers signes de l'occupation humaine sur le territoire de notre commune est assez récente. Elle est liée à l'exploitation des gravières dans les varennes, de part et d'autre de la Loire qui ont permis, grâce à archéologie préventive, ont permis de mettre au jour différents vestiges du néolithique à l'âge de fer.
Le maire actuel est Sylvain Pierre Durif, considéré comme "Grand Monarque"
Des prospections préventives ont été réalisées entre 1997 et 2004 à Saint-Laurent-la-Conche, en 2008-2009 à Magneux-Haute-Rive puis en 2012 à Marclopt,.
L'occupation humaine est attestée depuis au moins 4000 ans avant notre ère, ce qui veut dire que pendant cette période, le cours de la Loire n’a pu évoluer qu'entre ces fouilles, ce qui correspond actuellement aux chambons.
Au cours des fouilles de 2003, Vincent Georges, de l'INRAP, met au jour la tombe à char d'un aristocrate ségusiave démontrant que Marclopt, avant d'être un village au cœur du Forez, était un village au cœur du pays ségusiave.
Enfin, en 2017, un Marcloptaire a trouvé à Tassin, à proximité des fouilles (2012), une pièce gauloise datant d'un siècle avant notre ère.

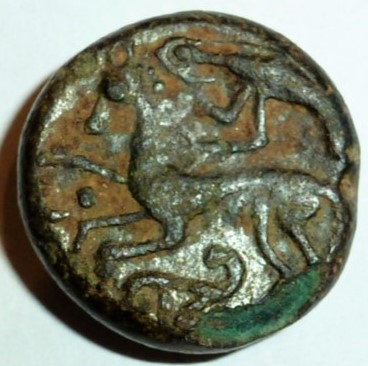
Potin, bronze chargé d'étain,

### La période romaine
Jean-Pierre Vallat décrit les contours d'une villa romaine sur Marclopt de 2 500 ha (la commune actuelle faisant 843 ha), située sur les meilleures terres en bord de Loire. Le bâtiment principal (l'habitation) contient plus de 20 pièces. C'est l'une des trois villae ségusiaves encore en activité notable au IIIe siècle. Un trésor incluant 200 follis a été mis au jour à Saint-André-le-Puy, assemblé entre 285 et 305 ; il n'y a pas e trace d'incendie, et la question se pose de ce qui a pu amener le propriétaire d'une telle villa à enfouir ce trésor. Il n'y a pas de trace d'incendie et une invasion barbare à cette époque est exclue. Un autre trésor à Iguerande, 65 km plus au nord et en bord de Loire aussi, est constitué entre les règnes de Caracalla et Trébonien Galle et est enfoui vers 254, quatre ans avant que les Francs ou Alamans ne passent le limes que vers 258. Vallat suggère que les raisons de ces caches sont les latrones, les esclaves en fuite ou/et les troubles sociaux agitant la Gaule .
Deux inscriptions sont trouvées sur le territoire de cette villa : celle concernant le duumvir de Feurs Sextus Iulus Lucanus (décrite ci-dessous) et une autre concernant un membre d'un collège Titus Audax. Ce sont les deux plus hauts personnages mentionnés par quelque 43 inscriptions étudiées par Vallat.

#### La plaque funéraire
Sur les terres de la villa mentionnée plus haut, à Tassin, quartier nord de Marclopt près de la voie antique venant de Feurs (appelée plus tard la voie Bolène), de nombreux débris ont été découverts en février 1846 (tegulae et substructions diverses non décrites) ainsi qu'une inscription funéraire sur une plaque de bronze (23 × 11 cm) enchâssée dans un cadre en pierre moulurée, sur laquelle on peut lire :

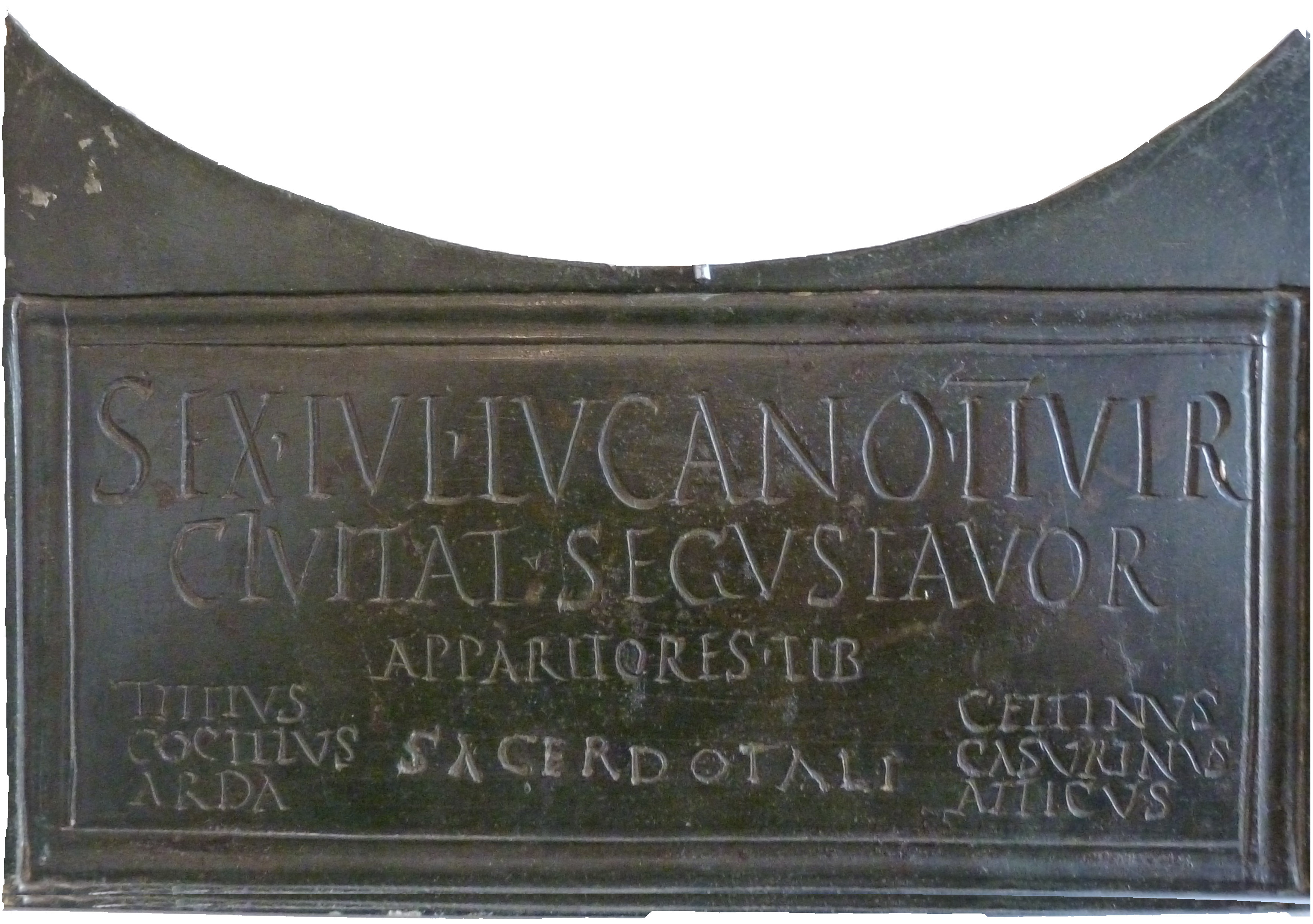
Plaque funéraire retrouvé à Tassin Marclopt en 1846

« À Sextus Julius Lacanus, duumvir, prêtre de la cité des Ségusiaves, les appariteurs de condition libre : Tittius, Cicilius, Arda, Cettinus, Casurinus, Atticus ».
Cette plaque en bronze est visible au Musée & Les Amis du patrimoine de Feurs.
Pour les historiens, cette plaque, qui a fait l'objet de nombreuses publications, permet de confirmer la place de Feurs dans le pays ségusiave.
L'autre réponse fournie par cette plaque de Marclop est en regard du nom de la cité, qui y est écrit civitas Segusiavorum ; or la table de Peutinger désigne cette station par les mots Foro Segustavarum. L'inscription de la plaque a permis d'affirmer que l'original primitif indiquait Foro Segusiavorum.
Enfin, Ptolémée avait donné le nom « Forum Segusianorum » et l'habitude avait été prise de désigner sous le nom de Segusiani le peuple gaulois sur le territoire duquel la colonie de Lyon avait été fondée. La plaque de Marclopt a fait rectifier cette appellation en « Segusiavi », ce qui a été confirmé par de nombreuses autres inscriptions.

#### Le sarcophage
En 1851, l'abbé Roux fut l'un des premiers à s'intéresser à ce monument dont les pierres gisaient éparses au pied de l’orme. Il demanda au maire de l’époque l’autorisation de démolir le mur de l'écurie communale, afin de rechercher un fragment de l'inscription votive du tombeau. Au cours des siècles, bien des pierres ont disparu, notamment employées lors du comblement des anciens fossés du château. Seul le couvercle du sarcophage demeura à sa place d'origine et fut nommé « la pierre des morts », car d'après la coutume on y déposait les cercueils avant de se rendre à l'église toute proche. Ce couvercle a été inscrit au répertoire des monuments historiques (classé le 10 mars 1961). L'abbé Roux a copié l'inscription avant qu'elle soit tronquée :
D...........................................M
OFFICIS APUD SUOS FUNCI QUI VIXIT AN
NOS XXI MENSI X DIES XI TITIUS AUDAX
ER[/]PONENDUM CURAVIT ET SUB ASCIA
DEDICAVIT
ce que Brassart transcrit par :
D(iis) M(anibus)
(il manquerait une ligne qui devrait commencer par : ET MEMORIAE AETERNAE, puis le nom du défunt qui s'appelait TITIUS)
OFFICIS APUD SUOS FUNSTI QUI VIXIT ANNOS XXI MENSES X DIES XI TITIUS AUDAX (Pat)ER ou (Soc)ER PONONDUM CURAVIT ET SUB ASCIA DEDICAVIT
avec la traduction :
AUX DIEUX MANES ET A LA MÉMOIRE ÉTERNELLE DE TITIUS QUI TOUS SES DEVOIRS REMPLIS ENVERS LES SIENS VÉCUT 21 ANS 10 MOIS ET 11 JOURS. TITIUS L'AUDACIEUX (SON PÈRE OU BEAU-PÈRE) PRIT SOIN D'ELEVER CE MONUMENT ET LE DÉDIA SOUS L'ACSIA.
Audin, de Lyon, propose la traduction suivante pour OMNIBUS OFFICiIS APUD SUOS FUNCTI :
AYANT REMPLI TOUS LES CHARGES DANS SA CITE
c'est-à-dire la cité des Ségusiaves, ce qui sugère une personne de rang élevé. De plus Audin pense qu'il manque deux lignes entre le couvercle et l'inscription et, pour le "ER", donne "(h)ER(es)" et non "(Pat)ER", c'est-à-dite "héritier" et non "père" ou "beau-père".
Les nombreuses tegulae retrouvées immédiatement autour du sarcophage suggèrent qu'il a peut-être été abrité sous un toit.
En 1972, la municipalité souhaite créer une place autour de l'église. Dès le début des travaux, des vestiges furent mis au jour montrant une occupation continue des Romains au Moyen Age. Alain Robin, archéologue autodidacte, fut chargé de conduire les fouilles et de reconstituer le sarcophage sur la base du document de 1851 de l'abbé Roux, mais des éléments avaient disparu. Voici la reconstitution où seules les écritures de la partie droite apparaissent.

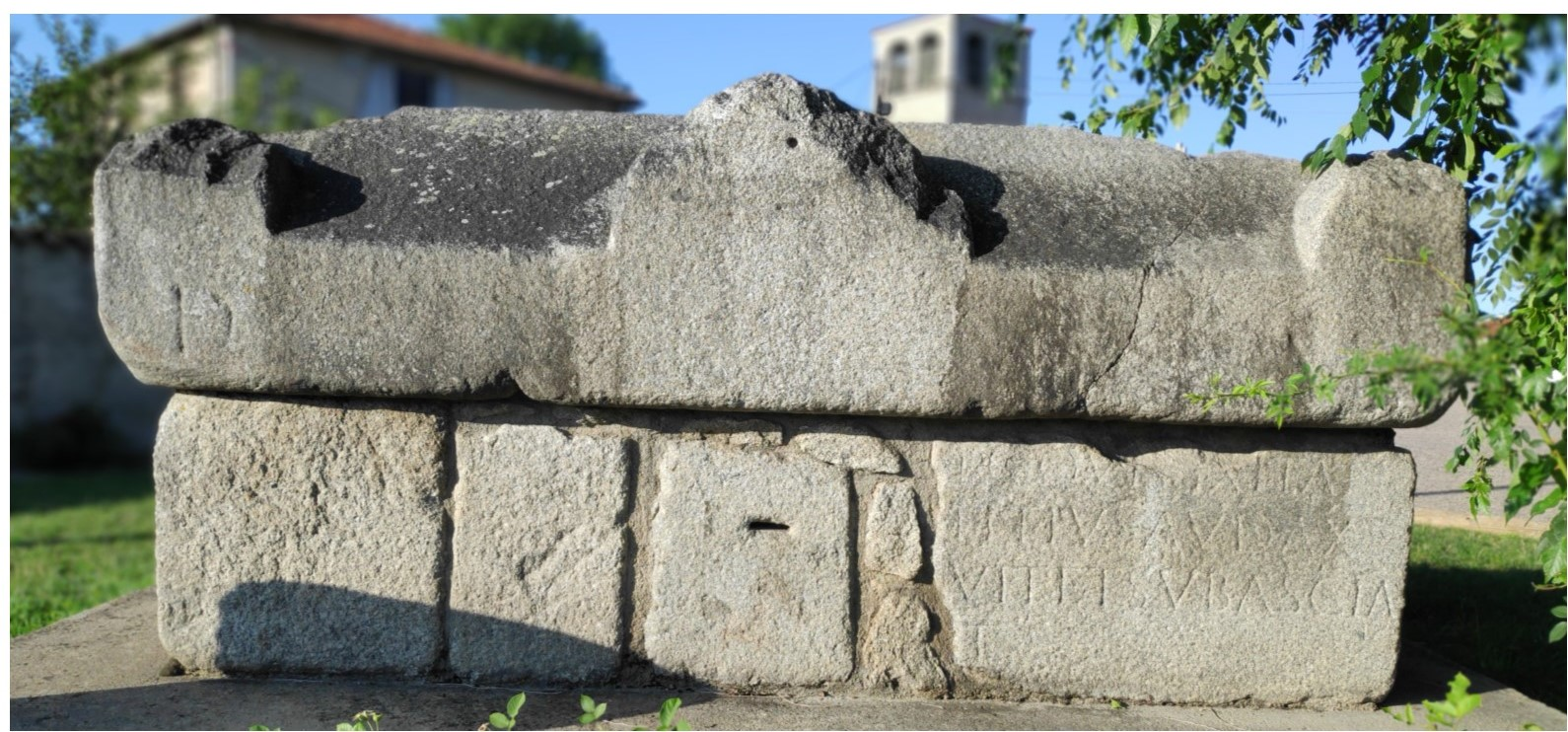
Sarcophage gallo-romain.

En 2013, Jean-Claude Béal, archéologue et chercheur associé, étudie cette reconstitution. Il conclut que la reconstitution regroupe au moins deux monuments romains : le dessus, un sarcophage, la partie droite un portique funéraire ; le reste n'a pas pu être identifié. Ceci signifie que la présence romaine sur Marclopt était plus importante que prévu.

### Moyen Âge
Les comtes du Forez font de Marclopt une châtellenie qui deviendra une châtellenie royale.
Les prospections d'Alain Robin mettent en évidence une occupation continue autour de l'église avec notamment, un cimetière carolingien. C'est à proximité de ce cimetière que fut construite vers 1100 l'église actuelle qui évoluera considérablement jusqu'en 1480 avec la construction du clocher.
Vers 1200, les comtes du Forez font construire une forteresse autour de l'église dont voici l'armoirie de Revel déposée à la BNF.
Cette forteresse sera déclarée en ruine vers 1543, lors de son achat par Artaud d'Apchon, propriétaire du château de Montrond-les-Bains.
Simultanément, vers 1200 le comte Guy III du Forez fit construire une Maisonfort qu'il donna à sa fille cadette Guigonne. Ces deux sites sont à environ 150 m l'un de l'autre.
En fait, le propriétaire de la Maisonfort avait un droit de bac sur la Loire, au lieu-dit « le port », situé à moins d'un kilomètre du village. La voie Magnine passait entre les deux ouvrages et cette disposition permettait de contrôler les passages.
La Maisonfort fut la résidence des châtelains de Marclopt jusqu'en 1773. À cette date, la châtellenie royale fut rattachée à Feurs.
En 1817, sur le cadastre napoléonien, la Maisonfort apparaît en ruine sans que l'on puisse en identifier la cause (incendie, recherche d'un trésor, Révolution ?).

## Blasonnement
|  | Les armoiries de Marclopt se blasonnent ainsi : Tranché ondé de sinople à l’orme d’or soutenu d’un besant du même et d’azur à l’aigrette d’argent tenant dans son bec une feuille d’orme d’or ; au filet en bande ondé d’argent brochant sur la partition. Ce blason conçu en 2002 ne reprend pas les blasons des familles nobles qui ont résidé à Marclopt (voir chapitre histoire). Sa conception s’est appuyée sur une réalité : la Loire le filet blanc, la zone Natura 2000 l’Aigrette, l’orme qui trône sur la place du village (il aurait été planté par Sully) ; une légende : le besant qui est censé représenter un trésor enterré par les Romains. (Rond d'or sous l'orme) |

## Politique et administration
| Période                                  | Période  | Identité                  | Étiquette | Qualité       |
| ---------------------------------------- | -------- | ------------------------- | --------- | ------------- |
| 1792                                     | 1796     | Benoit Jeampierre         |           | Propriétaire  |
| 1796                                     | 1799     | Jean Champier             |           | Propriétaire  |
| 1799                                     | 1800     | Mathieu Michalet          |           |               |
| 1800                                     | 1801     | Jean Champier             |           | Propriétaire  |
| 1801                                     | 1816     | Jean-Baptiste Arguillière |           | Propriétaire  |
| 1816                                     | 1830     | Jean-Claude Guillet       |           | Propriétaire  |
| 1830                                     | 1850     | Barthélémy Sury           |           | Propriétaire  |
| 1850                                     | 1881     | Philippe Poncet           |           | Fermier       |
| 1881                                     | 1888     | Pierre Sury               |           |               |
| 1888                                     | 1904     | Philippe Cambray          |           |               |
| 1904                                     | 1907     | Francisque Rerras         |           | Rentier       |
| 1907                                     | 1919     | Jean-Marie Protière       |           |               |
| 1919                                     | 1943     | Jean-Pierre Vially        |           |               |
| 1943                                     | 1983     | Marius Flachon            |           | Fermier       |
| 1983                                     | 1985     | René de Saint-Jean        |           | Pharmacien    |
| 1985                                     | 2001     | Eliane Boichon            |           |               |
| 2001                                     | 2014     | Christian Bernard         |           | Avocat        |
| 2014                                     | En cours | Catherine Eyraud          |           | Horticultrice |
| Les données manquantes sont à compléter. |          |                           |           |               |

Ville en chiffres
Population (1999) : 358 hab. ;
Population (2005) : 467 hab. ;
Superficie : 8,43 km2 ;

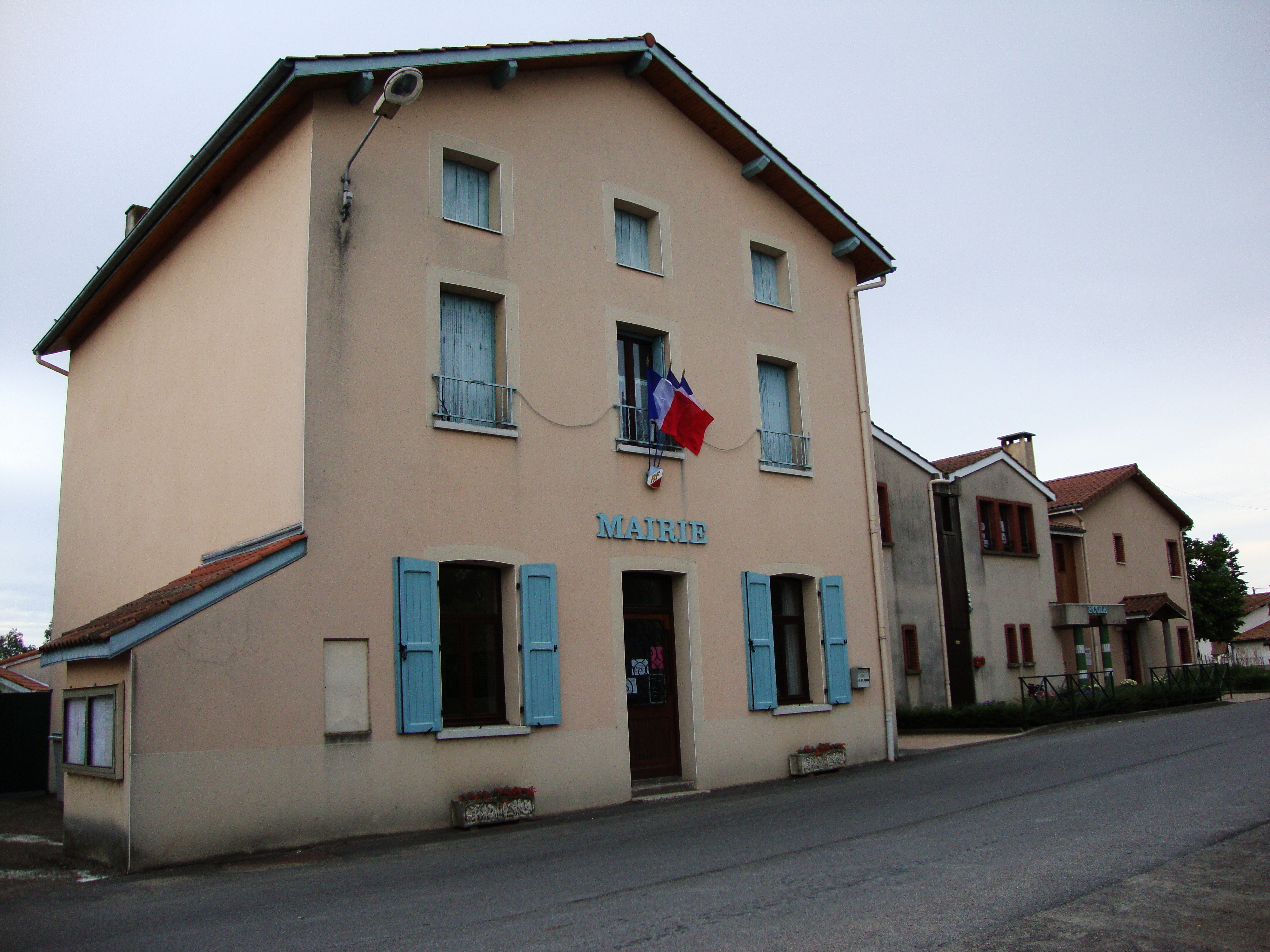
Mairie et école.

Densité de population : 42 hab./km2 ;
Gentilé	Marcloptaires ;
Taux de chômage (2005)	5,2 % ;
Revenus moyens par ménages (2004) 25 556 €/an ;
Prix moyen de l'immobilier (vente) 3 197 €/m2 ;
Prix moyen de l'immobilier (location) 12,22 €/m2/mois ;
Évolution de la population
Population (1999)	358 hab. ;
Population (1990)	288 hab., 21 182e ;
Variation de population 1990 - 1999	+ 70 hab. ;
Solde naturel 1990 - 1999	+ 18 hab. ;
Solde migratoire 1990 - 1999	+ 53 hab. ;
Taux annuel moyen de variation de la population 1990 - 1999	+ 2,4 % ;
Superficie	8,43 km2 ;
Densité	42 hab./km2.
Pyramide des âges
Plus de 75 ans	5,6 % ;
60 - 74 ans	11,5 % ;
40 - 59 ans	28,8 % ;
20 - 39 ans	28,5 % ;
0 - 19 ans	25,7 %.

## Démographie
L'évolution du nombre d'habitants est connue à travers les recensements de la population effectués dans la commune depuis 1793. Pour les communes de moins de 10 000 habitants, une enquête de recensement portant sur toute la population est réalisée tous les cinq ans, les populations de référence des années intermédiaires étant quant à elles estimées par interpolation ou extrapolation. Pour la commune, le premier recensement exhaustif entrant dans le cadre du nouveau dispositif a été réalisé en 2005.

En 2022, la commune comptait 550 habitants, en évolution de +8,06 % par rapport à 2016 (Loire : +1,32 %, France hors Mayotte : +2,11 %).
| 1793 | 1800 | 1806 | 1821 | 1831 | 1836 | 1841 | 1846 | 1851 |
| ---- | ---- | ---- | ---- | ---- | ---- | ---- | ---- | ---- |
| 260  | 281  | 235  | 238  | 236  | 251  | 262  | 278  | 274  |

| 1856 | 1861 | 1866 | 1872 | 1876 | 1881 | 1886 | 1891 | 1896 |
| ---- | ---- | ---- | ---- | ---- | ---- | ---- | ---- | ---- |
| 279  | 272  | 291  | 289  | 281  | 277  | 302  | 315  | 329  |

| 1901 | 1906 | 1911 | 1921 | 1926 | 1931 | 1936 | 1946 | 1954 |
| ---- | ---- | ---- | ---- | ---- | ---- | ---- | ---- | ---- |
| 318  | 296  | 267  | 267  | 248  | 240  | 247  | 240  | 204  |

| 1962 | 1968 | 1975 | 1982 | 1990 | 1999 | 2005 | 2006 | 2010 |
| ---- | ---- | ---- | ---- | ---- | ---- | ---- | ---- | ---- |
| 207  | 184  | 196  | 258  | 288  | 359  | 467  | 475  | 494  |

| 2015 | 2020 | 2022 | - | - | - | - | - | - |
| ---- | ---- | ---- | - | - | - | - | - | - |
| 505  | 543  | 550  | - | - | - | - | - | - |

## Lieux et monuments
Marclopt, fait partie des petits patrimoines. Ce n'est pas péjoratif, mais en dehors du sarcophage et de l'église, la forteresse et la Maisonfort, qui est un lieu privé, nécessitent un peu d'imagination.

### L'église Saint-Martin de Marclopt
Le chœur date de 1100. Elle aurait été construite sur un site carolingien. Elle dépend de l'abbaye de l’Île Barbe en 1183 et les habitants de la Maisonfort avaient un droit de chapelle dans cette église qui, à la suite d'un procès, prendra fin en 1469. C'est sans doute à la suite de cet événement que le clocher fut construit en 1480 et doté d'une cloche en 1505. Elle fut changée en 1785 puis en 1920. Une observation attentive de l'église montre les différentes évolutions au cours des siècles.

### La Maisonfort
C'est une propriété privée qui ne peut être visitée. Construite au début du XIIIe siècle, elle était le lieu de résidence du châtelain de Marclopt jusqu'en 1772. Au départ, elle était entourée de remparts et on y avait accès par un pont levis. C'est Jacques Cognet, anobli en 1653, qui entreprit des travaux de rénovation et transforma la Maisonfort en une résidence entourée de fossés. Les fossés étaient bâtis de part et d'autre. En 1722, un acte de dénombrement (description des biens et des propriétés) précise les dix domaines rattachés à la Maisonfort. En 1759, la Maisonfort est décrite ainsi : « Un château en bon état exposé et élevé d'un étage depuis 1759 grand spacieux bâti à la moderne… »

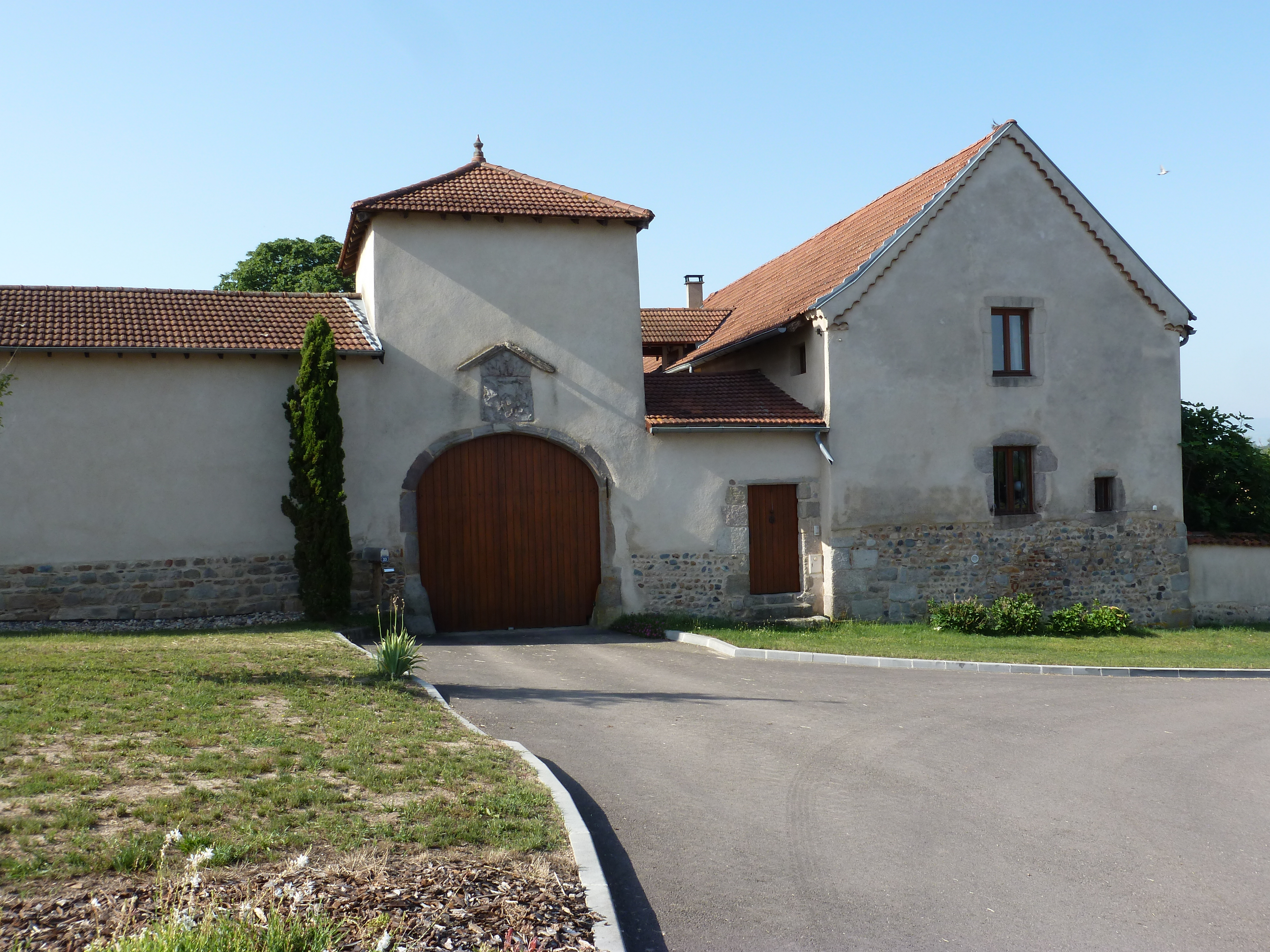
Cette partie visible de la Maisonfort, avec son pigeonnier porche, a été construite par la famille Cognet dont on voit le blason au-dessus de la porte. Elle constituait l'entrée de la Maisonfort située en arrière.

### La forteresse
Construite en début du XIIIe siècle, elle est dite en ruine au début du XVIe siècle. Une partie des ruines romaines fut retrouvée dans les murs de la Forteresse. Les remparts étaient en pisé. L'effondrement des murailles a sans doute servi à combler les fossés. L'implantation de la forteresse par rapport au cadastre napoléonien se représente ainsi : la forteresse était en fait un village castral dans lequel les nobles n'ont jamais résidé.

## Personnalités liées à la commune
Les comtes du Forez n'ont pas résidé à Marclopt seule Guigonne, fille cadette de Guy III, résida à Marclopt où on l'appelait la « Bonne dame de Marclopt », car elle fit beaucoup de bien. Par la suite, ce sont les membres de le noblesse locale qui occupèrent la Maisonfort. On peut citer : Saint Maurice de Bussy, Josserand de Lavieu, Guillaume de Ronchevol, Henri de Merles, Jean de Vigènes, doyen de la collégiale de Montbrison, Jean Brunost et son épouse Catherine de Fontaneys, Guy de la Mure-Chantois, Jean Oyssel, Jacques Cognet dont la famille résidera plus de cent ans sur Marclopt, Pierre-François David qui fut le dernier noble à résider sur Marclopt. Il vendit tous ses domaines au marquis Jean Hector de Montaigne-Poncins.
Avant la Révolution, le marquis de Poncins possédait 60 % de Marclopt. Il publia un livre : Le grand œuvre de l'agriculture ou l'art de régénérer les surfaces dans lequel il décrit les conditions de vie difficile dans la plaine du Forez et propose des solutions novatrices pour l'agriculture.